# Qatar ExxonMobil Open 2005 - Qualificazioni singolare
Le qualificazioni del singolare  del Qatar ExxonMobil Open 2005 sono state un torneo di tennis preliminare per accedere alla fase finale della manifestazione. I vincitori dell'ultimo turno sono entrati di diritto nel tabellone principale. In caso di ritiro di uno o più giocatori aventi diritto a questi sono subentrati i lucky loser, ossia i giocatori che hanno perso nell'ultimo turno ma che avevano una classifica più alta rispetto agli altri partecipanti che avevano comunque perso nel turno finale.
Le qualificazioni del torneo Qatar ExxonMobil Open 2005 prevedevano 32 partecipanti di cui 4 sono entrati nel tabellone principale.

## Teste di serie
1. Alexander Waske (ultimo turno)
2. Marco Chiudinelli (Qualificato)
3. Andreas Seppi (secondo turno)
4. Stan Wawrinka (Qualificato)

1. Daniel Gimeno Traver (secondo turno)
2. Uros Vico (Qualificato)
3. Rik De Voest (secondo turno)
4. Giorgio Galimberti (ultimo turno)

## Qualificati
1. Uros Vico
2. Marco Chiudinelli

1. Serhij Stachovs'kyj
2. Stan Wawrinka

## Tabellone

### Legenda
| - Q = Qualificato - WC = Wild card - LL = Lucky loser | - ALT = Alternate - SE = Special Exempt - PR = Protected Ranking | - w/o = Walkover - r = Ritirato - d = Squalificato |

### Sezione 1
|  | Primo turno      | Primo turno      | Primo turno | Primo turno | Primo turno |  |  | Secondo turno | Secondo turno   | Secondo turno   | Secondo turno | Secondo turno |   |   | Ultimo turno | Ultimo turno    | Ultimo turno    | Ultimo turno | Ultimo turno |  |
|  |                  |                  |             |             |             |  |  |               |                 |                 |               |               |   |   |              |                 |                 |              |              |  |
|  |                  |                  |             |             |             |  |  |               |                 |                 |               |               |   |   |              |                 |                 |              |              |  |
|  |                  |                  |             |             |             |  |  | 1             | Alexander Waske | Alexander Waske | 6             | 6             |   |   |              |                 |                 |              |              |  |
|  | Ivo Klec         | Ivo Klec         | 64          | 6           | 6           |  |  |               | Ivo Klec        | Ivo Klec        | 2             | 4             |   |   |              |                 |                 |              |              |  |
|  | Mohammad Ghareeb | Mohammad Ghareeb | 7           | 4           | 4           |  |  |               |                 |                 |               |               |   |   | 1            | Alexander Waske | Alexander Waske | 4            | 65           |  |
|  | Malek Jaziri     | Malek Jaziri     | 3           | 6           | 7           |  |  |               |                 | 6               | Uros Vico     | Uros Vico     | 6 | 7 |              |                 |                 |              |              |  |
|  | Tomáš Cibulec    | Tomáš Cibulec    | 6           | 1           | 5           |  |  |               | Malek Jaziri    | 6               | 3             | 4             |   |   |              |                 |                 |              |              |  |
|  |                  |                  |             |             |             |  |  | 6             | Uros Vico       | 3               | 6             | 6             |   |   |              |                 |                 |              |              |  |
|  |                  |                  |             |             |             |  |  |               |                 |                 |               |               |   |   |              |                 |                 |              |              |  |

### Sezione 2
|  | Primo turno                  | Primo turno                  | Primo turno                  | Primo turno | Primo turno |  |  | Secondo turno | Secondo turno                | Secondo turno                | Secondo turno    | Secondo turno    |   |    | Ultimo turno | Ultimo turno      | Ultimo turno      | Ultimo turno | Ultimo turno |  |
|  |                              |                              |                              |             |             |  |  |               |                              |                              |                  |                  |   |    |              |                   |                   |              |              |  |
|  |                              |                              |                              |             |             |  |  |               |                              |                              |                  |                  |   |    |              |                   |                   |              |              |  |
|  |                              |                              |                              |             |             |  |  | 2             | Marco Chiudinelli            | Marco Chiudinelli            | 6                | 7                |   |    |              |                   |                   |              |              |  |
|  | Amir Mohamed Ebrahim Bayoumi | Amir Mohamed Ebrahim Bayoumi | Amir Mohamed Ebrahim Bayoumi | 6           | 6           |  |  |               | Amir Mohamed Ebrahim Bayoumi | Amir Mohamed Ebrahim Bayoumi | 1                | 5                |   |    |              |                   |                   |              |              |  |
|  | Tom Arkell                   | Tom Arkell                   | Tom Arkell                   | 4           | 1           |  |  |               |                              |                              |                  |                  |   |    | 2            | Marco Chiudinelli | Marco Chiudinelli | 6            | 7            |  |
|  | Michael Kohlmann             | Michael Kohlmann             | Michael Kohlmann             | 6           | 6           |  |  |               |                              |                              | Michael Kohlmann | Michael Kohlmann | 2 | 62 |              |                   |                   |              |              |  |
|  | Saeed Farah                  | Saeed Farah                  | Saeed Farah                  | 0           | 1           |  |  |               | Michael Kohlmann             | Michael Kohlmann             | 6                | 6                |   |    |              |                   |                   |              |              |  |
|  |                              |                              |                              |             |             |  |  | 7             | Rik De Voest                 | Rik De Voest                 | 3                | 1                |   |    |              |                   |                   |              |              |  |
|  |                              |                              |                              |             |             |  |  |               |                              |                              |                  |                  |   |    |              |                   |                   |              |              |  |

### Sezione 3
|  | Primo turno         | Primo turno         | Primo turno      | Primo turno | Primo turno |  |  | Secondo turno | Secondo turno        | Secondo turno        | Secondo turno       | Secondo turno       |   |   | Ultimo turno     | Ultimo turno     | Ultimo turno     | Ultimo turno | Ultimo turno |  |
|  |                     |                     |                  |             |             |  |  |               |                      |                      |                     |                     |   |   |                  |                  |                  |              |              |  |
|  |                     |                     |                  |             |             |  |  |               |                      |                      |                     |                     |   |   |                  |                  |                  |              |              |  |
|  |                     |                     |                  |             |             |  |  | 3             | Andreas Seppi        | Andreas Seppi        | 68                  | 2                   |   |   |                  |                  |                  |              |              |  |
|  | František Čermák    | František Čermák    | František Čermák | 6           | 6           |  |  |               | František Čermák     | František Čermák     | 7                   | 6                   |   |   |                  |                  |                  |              |              |  |
|  | John El Khoury      | John El Khoury      | John El Khoury   | 1           | 2           |  |  |               |                      |                      |                     |                     |   |   | František Čermák | František Čermák | František Čermák | 3            | 4            |  |
|  | Serhij Stachovs'kyj | Serhij Stachovs'kyj | 6                | 4           | 6           |  |  |               |                      | Serhij Stachovs'kyj  | Serhij Stachovs'kyj | Serhij Stachovs'kyj | 6 | 6 |                  |                  |                  |              |              |  |
|  | Leoš Friedl         | Leoš Friedl         | 3                | 6           | 3           |  |  |               | Serhij Stachovs'kyj  | Serhij Stachovs'kyj  | 7                   | 6                   |   |   |                  |                  |                  |              |              |  |
|  |                     |                     |                  |             |             |  |  | 5             | Daniel Gimeno Traver | Daniel Gimeno Traver | 65                  | 3                   |   |   |                  |                  |                  |              |              |  |
|  |                     |                     |                  |             |             |  |  |               |                      |                      |                     |                     |   |   |                  |                  |                  |              |              |  |

### Sezione 4
|  | Primo turno     | Primo turno     | Primo turno     | Primo turno | Primo turno |  |  | Secondo turno | Secondo turno      | Secondo turno      | Secondo turno      | Secondo turno |   |   | Ultimo turno | Ultimo turno  | Ultimo turno | Ultimo turno | Ultimo turno |  |
|  |                 |                 |                 |             |             |  |  |               |                    |                    |                    |               |   |   |              |               |              |              |              |  |
|  |                 |                 |                 |             |             |  |  |               |                    |                    |                    |               |   |   |              |               |              |              |              |  |
|  |                 |                 |                 |             |             |  |  | 4             | Stan Wawrinka      | Stan Wawrinka      | 6                  | 7             |   |   |              |               |              |              |              |  |
|  | Rogier Wassen   | Rogier Wassen   | 7               | 5           | 6           |  |  |               | Rogier Wassen      | Rogier Wassen      | 1                  | 65            |   |   |              |               |              |              |              |  |
|  | Yves Allegro    | Yves Allegro    | 64              | 7           | 3           |  |  |               |                    |                    |                    |               |   |   | 4            | Stan Wawrinka | 4            | 6            | 6            |  |
|  | Jeff Coetzee    | Jeff Coetzee    | Jeff Coetzee    | 6           | 7           |  |  |               |                    | 8                  | Giorgio Galimberti | 6             | 4 | 2 |              |               |              |              |              |  |
|  | Alexey Barnikov | Alexey Barnikov | Alexey Barnikov | 4           | 5           |  |  |               | Jeff Coetzee       | Jeff Coetzee       | 1                  | 2             |   |   |              |               |              |              |              |  |
|  |                 |                 |                 |             |             |  |  | 8             | Giorgio Galimberti | Giorgio Galimberti | 6                  | 6             |   |   |              |               |              |              |              |  |
|  |                 |                 |                 |             |             |  |  |               |                    |                    |                    |               |   |   |              |               |              |              |              |  |